# Río Sava
El río Sava (bosnio / croata / esloveno: Sava; serbio: Сава; alemán: Save, Sau; húngaro: Száva) es un río de Europa Meridional que fluye por Eslovenia, Croacia, Bosnia-Herzegovina (formando la frontera norte) y Serbia, hasta desembocar en el río Danubio en la ciudad de Belgrado. Tiene una longitud de 945 km y drena una cuenca de 95 719 km².

## Extensión
El río Sava nace por la confluencia de dos ríos, el Sava Dolinka (en el margen izquierdo) y el Sava Bohinjka (en el margen derecho), que se unen entre las ciudades eslovenas de Lesce y Radovljica. Desde allí hasta que confluye con el Danubio en Belgrado (Serbia), tiene una longitud de 945 km (206 km en Serbia). Desde el Sava Dolinka, al noroeste de la región alpina de Eslovenia, mide 990 km.
Es el afluente más largo del Danubio por la derecha y es el segundo más largo de todos, después del Tisza. Era uno de los ríos más largos que fluían completamente en la  antigua Yugoslavia, pero tras la desintegración del país en 1991, hoy fluye por cuatro países.

## Origen
Los 45 km de largo del Sava Dolinka salen del manantial de Nadiže en el monte Planica, parte de los Alpes Julianos, a una altitud de 1.222 m, cerca de la frontera italiana. El riachuelo va subterráneo y después de 5 km brota a una altitud de 842 m en el lago Podkoren, cerca de Kranjska Gora. Su principal afluente (izquierda) es el Radovna, que excava una garganta llamada "Bledski Vintgar". Recorre las ciudades de Kranjska Gora, Gozd Martuljek, Jesenice, cerca de Bled y Lesce. La estación hidroeléctrica de "Moste" (22,5 MW) con un pequeño embalse fue construida cerca de Žirovnica.
El más corto, de 31 km, el Sava Bohinjka procede de Komarče, a una altitud de 805 m, desde fuentes subterráneas cuya agua viene del valle de Triglav, el pico más alto de los Alpes Julianos, en Eslovenia. Fue conocido originalmente como Savica («pequeño Sava»), y crea una catarata de 60 m («bofetada Savice»). Luego fluye a través del desfiladero Ukanc, donde fue construida la estación «Savica» de 3 MW y acaba en el lago Bohinj, creando un pequeño delta. Después del lago, se le llama Sava Bohinjka. Discurre a través de Bohinjska Bistrica, Bohinjska Bela y cierra el Lago Bled, antes de encontrar al Sava Dolinka cerca de Radovljica.

## Geografía
El Sava drena un área de 95.719 km², incluyendo 115 km² al norte de Albania. Su caudal medio en Zagreb, Croacia, es 255 m³/s; mientras que en Belgrado llega hasta los 1.722 m³/s. Discurre a considerable profundidad, en el intervalo de 28-30 m cerca de las localidades de Hrtkovci y Bosut en Serbia. En este país crea varias islas grandes (en serbio: ada), incluyendo Podgorička ada cerca de Provo y la isla de 2,7 km³ de Ada Ciganlija, el centro turístico más popular de Belgrado. La isla ha sido conectada con tierra firme (orilla derecha del río) con tres pasos elevados creando el artificial «lago Sava» con un área de 0,8 km³. Es apodado «mar de Belgrado» y en verano atrae a unos 350.000 visitantes diarios.
Además tiene un potencial de producción eléctrica en su curso alto, hasta de 3,2 millones de megavatios por hora. 
Entre 1981 y 2006 el río inundó incluso las partes bajas de Belgrado. En 1977 y 1980 se firmaron acuerdos federales e interepúblicas sobre la regulación del Sava, que promovían la prevención de inundaciones, la construcción de centrales hidroeléctricas, el establecimiento de la navegabilidad hasta Zagreb, y la protección de sus aguas. La fecha límite para este tratado era 2000. El proyecto no logró grandes avances y el desmembramiento de Yugoslavia en 1991 complicó aún más la situación.
Al este de Liubliana, recorre un desfiladero de 90 km de longitud y posteriormente la llanura conocida como campo de Krško (Krško Polje). Como el mar de Panonia retrocedió, el Sava se creció en longitud, excavando la zanja del Sava (Savski rov) que recorre hacia el este. Junto con los cursos bajos de los ríos bosnios que llegan a ser sus afluentes, crea grandes extensiones pantanosas. Su punto más ancho está en Šabac con 680 m, mientras que en la boca tan sólo 280 m. El Sava ha cambiado su curso muchas veces a lo largo del tiempo, empujado por la ligera pendiente de la llanura panónica hacia el sur, y por la fuerza de sus muchos afluentes desde el lado derecho hacia el norte.

## Afluentes

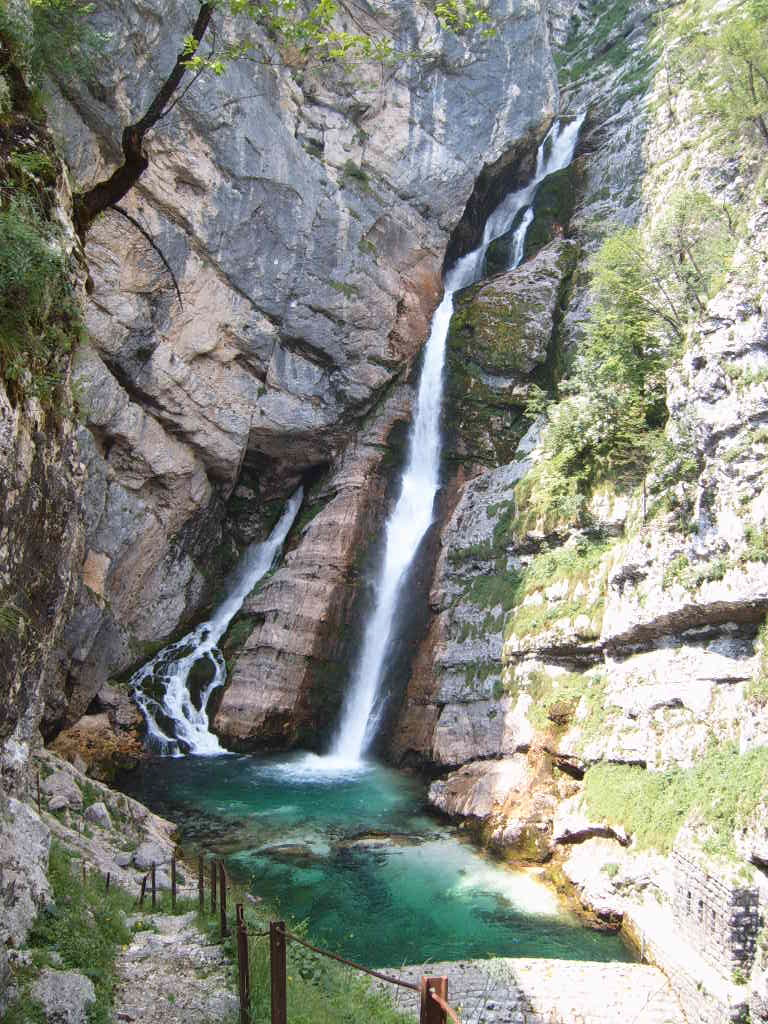
Cataratas de Savica, salto del Savica.

El río Sava tiene muchos afluentes en ambos márgenes, siendo los más importantes los siguientes:
- por la derecha:

- en Eslovenia: río Sora (51 km), Liubljanica (41 km), Mirna (44 km) y Krka (95 km);
- en Croacia: Kupa (296 km) y Sunja (278 km);
- en la frontera bosnio-croata: río Una (212 km);
- en Bosnia: Vrbaška, Vrbas (192 km), Ukrina, Bosna (271 km), Brka, Tinja, Lukovac y Dašnica;
- en la frontera serbobosnia: Drina (345 km);
- en Serbia: Jerez (56 km), Kolubara (123 km) y Topčiderska reka (30 km);

- por la izquierda:

- en Eslovenia: Kokra (33 km), Kamniška Bistrica (33 km) y Savinja (98 km);
- en la frontera esloveno-croata: Sotla/Sutla (91 km);
- en Croacia: Krapina (75 km), Lonja y Orljava;
- en Serbia: Bosut (186 km);

| Tabla de los principales afluentes del Sava | Tabla de los principales afluentes del Sava | Tabla de los principales afluentes del Sava | Tabla de los principales afluentes del Sava | Tabla de los principales afluentes del Sava  | Tabla de los principales afluentes del Sava  | Tabla de los principales afluentes del Sava | Tabla de los principales afluentes del Sava | Tabla de los principales afluentes del Sava |
| Ribera izquierda | Ribera izquierda                            | Ribera izquierda                            | Área de la cuenca                           | Longitud                                     | Confluencia                                  | Ribera derecha                              | Ribera derecha                              | Ribera derecha                              |
| País | Región/País                                 | Tributario                                  | Área de la cuenca                           | Longitud                                     | Confluencia                                  | Tributario                                  | Región/País                                 | País                                        |
| --- | ------------------------------------------- | ------------------------------------------- | ------------------------------------------- | -------------------------------------------- | -------------------------------------------- | ------------------------------------------- | ------------------------------------------- | ------------------------------------------- |
| Eslovenia | Central Slovenia                            |                                             | 1860,0                                      | 41,0                                         | 46°04′32″N 14°38′31″E / 46.075553, 14.641857 | Ljubljanica                                 | Central Slovenia                            | Eslovenia                                   |
| Eslovenia | Savinja                                     | Savinja                                     | 1849,0                                      | 93,9                                         | 46°05′09″N 15°10′42″E / 46.085733, 15.178471 |                                             | Savinja                                     | Eslovenia                                   |
| Eslovenia | Lower Sava                                  |                                             | 2247,0                                      | 94,6                                         | 45°53′38″N 15°36′04″E / 45.893772, 15.601187 | Krka                                        | Lower Sava                                  | Eslovenia                                   |
| Croacia | Condado de Zagreb                           | Sutla                                       | 584,3                                       | 88,6                                         | 45°51′50″N 15°41′05″E / 45.864015, 15.684614 |                                             | Lower Sava                                  | Eslovenia                                   |
| Croacia | Condado de Zagreb                           | Krapina                                     | 1237,0                                      | 66,9                                         | 45°49′38″N 15°49′24″E / 45.827244, 15.823359 | Zagreb                                      | Croatia                                     |                                             |
| Croacia | Condado de Sisak-Moslavina                  |                                             | 10 225,6                                    | 297,4                                        | 45°27′39″N 16°23′54″E / 45.460793, 16.398296 | Kupa                                        | Croatia                                     | Sisak-Moslavina                             |
| Croacia | Condado de Sisak-Moslavina                  | Lonja                                       | 4259,0                                      | 49,1                                         | 45°21′50″N 16°45′14″E / 45.363846, 16.753807 |                                             | Croatia                                     | Sisak-Moslavina                             |
| Croacia | Condado de Sisak-Moslavina                  | Ilova-Trebež                                | 1796,0                                      | 104,6                                        | 45°20′55″N 16°46′21″E / 45.348707, 16.772604 |                                             | Croatia                                     | Sisak-Moslavina                             |
| Croacia | Condado de Sisak-Moslavina                  |                                             | 9828,9                                      | 214,6                                        | 45°16′15″N 16°55′07″E / 45.27096, 16.918516  | Una                                         | Border river at the confluence              | Border river at the confluence              |
| Croacia | Brod-Posavina                               | 6273,8                                      | 249,7                                       | 45°06′29″N 17°30′48″E / 45.107939, 17.51328  | Vrbas                                        | Republika Srpska                            | Bosnia-Herzegovina                          |                                             |
| Croacia | Brod-Posavina                               | Orljava                                     | 1618,0                                      | 87,6                                         | 45°06′24″N 17°43′29″E / 45.106773, 17.724724 | Republika Srpska                            | Bosnia-Herzegovina                          |                                             |
| Croacia | Brod-Posavina                               |                                             | 1504,0                                      | 80,7                                         | 45°05′19″N 17°56′13″E / 45.088702, 17.936854 | Republika Srpska                            | Bosnia-Herzegovina                          | Ucrania                                     |
| Croacia | Brod-Posavina                               | 10 809,8                                    | 281,6                                       | 45°04′00″N 18°27′58″E / 45.066792, 18.466043 | Bosna                                        | Federation of Bosnia and Herzegovina        | Bosnia-Herzegovina                          |                                             |
| Croacia | Vukovar-Syrmia                              | 904,0                                       | 99,4                                        | 44°55′40″N 18°45′23″E / 44.927893, 18.75628  | Tinja                                        | Distrito de Brčko                           | Bosnia-Herzegovina                          |                                             |
| Serbia | Vojvodina                                   | 20 319,9                                    | 346,0                                       | 44°53′31″N 19°21′19″E / 44.891968, 19.355249 | Drina                                        | Border river at the confluence              | Border river at the confluence              |                                             |
| Serbia | Vojvodina                                   | Río Bosut                                   | 2943,1                                      | 186,0                                        | 44°56′29″N 19°22′10″E / 44.941443, 19.369583 |                                             | Vojvodina                                   | Serbia                                      |
| Serbia | Serbia Central                              |                                             | 3638,4                                      | 86,6                                         | 44°39′44″N 20°14′55″E / 44.662152, 20.248532 | Kolubara                                    | Serbia Central                              | Serbia                                      |
| Notas: Condado/region/condado de localizació de la confluencia con el Sava corresponding to tributary bank side; The list includes rivers with catchment areas greater than 900, with addition of Sutla. Source: International Sava River Basin Commission; |                                             |                                             |                                             |                                              |                                              |                                             |                                             |                                             |

## Localidades

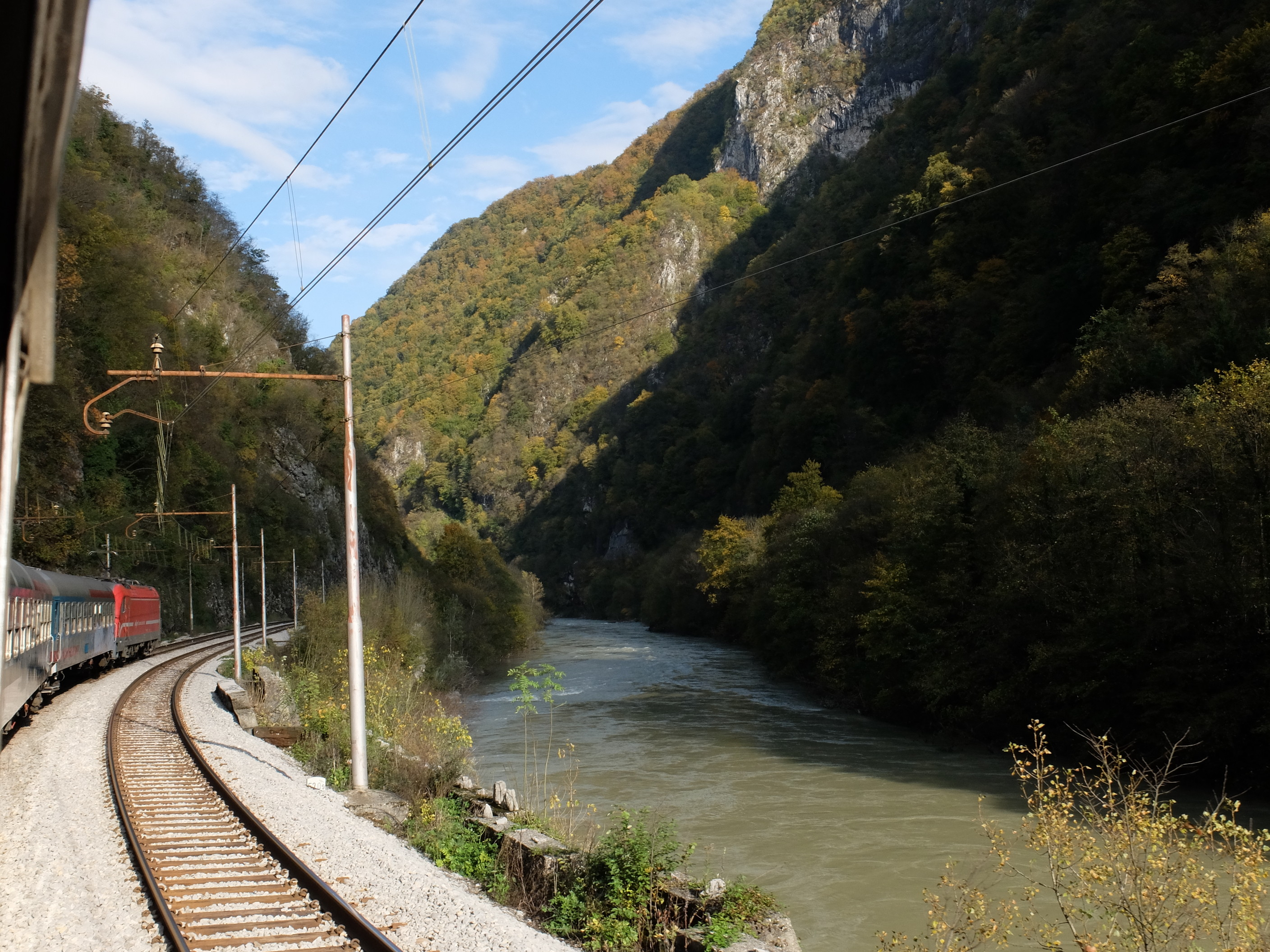
El Sava entre Liubliana y Trbovlje

El Sava conecta tres capitales europeas: Liubliana en Eslovenia, Zagreb en Croacia y Belgrado en Serbia. Aunque Liubliana fue construida en el afluente del Sava, el río Ljubljanica, en cuanto la ciudad fue creciendo urbanizó las villas ribereñas del Sava, como Črnuče o Zalog. Ello dio lugar a que a finales del siglo XX la ciudad esté atravesada por el río. Un caso similar se puede observar en Sarajevo, que creció como ciudad a lo largo de su río principal, el Miljacka y urbanizó las áreas alrededor del río Bosna hacia el oeste. En sendas ciudades de Zagreb y Belgrado, divide la parte antigua de la nueva (Zagreb-Novi Zagreb, Belgrade-Novi Beograd). Tras Liubliana, el Sava fluye a través de Litija y el área fuertemente industrializada de Zasavska, incluyendo las ciudades de Zagorje ob Savi, Trbovlje y Hrastnik, continuando a través de la importante unión ferroviaria de Zidani Most, Radeče, Sevnica, Krško, Brežice y Čateške Toplice, cruzando tras ello la frontera de Croacia. Pasa a través de Zagreb y sus suburbios, y continúa hacia Sisak en la boca del río Kupa y Jasenovac en donde se convierte en frontera fluvial entre Bosnia y Hercegovina y Croacia, con muchos asentamientos a ambos lados de la frontera: Gradiška/Stara Gradiška, Srbac/Davor, Bosanski Kobaš/Slavonski Kobaš, Bosanski Brod/Slavonski Brod, Bosanski Šamac/Slavonski Šamac, Orašje/Županja y Brčko/Gunja, tras la que entra en Serbia, donde los lugares a señalar son: Sremska Rača, Sremska Mitrovica, Klenak y Šabac. Tras este curso entra en la ciudad de Belgrado y fluye a lo largo de los suburbios de Zabrežje, Obrenovac, Umka y Ostružnica hasta que finalmente acaba en el Danubio en la misma Belgrado.

## Navegación y tráfico
El Sava es navegable unos 593 km, desde su confluencia con el Danubio hasta la desembocadura
del Kupa en Sisak. Embarcaciones pequeñas pueden navegar río arriba hasta la ciudad de Zagreb, pero los planes para hacerlo totalmente navegable han sido descartados. El río está abierto para el tráfico internacional y las condiciones bajo las cuales es navegable varían de acuerdo con las circunstancias meteorológicas.
El valle del Sava es una vía natural para el transporte terrestre, que incluye ferrocarril y autopista desde Belgrado a Zagreb y rutas para oleoductos de petróleo y gas desde Croacia hasta Serbia. Como resultado de todo este tráfico, la densa población del área y de la actividad industrial, el río está contaminado y no se han hecho demasiadas actuaciones para mejorar las condiciones.

## Tradición
"Krst pri Savici" (en español: Bautismo en el Savica) es un poema épico-heroico escrito por el más influyente poeta esloveno France Prešeren.
Aunque el nombre Sava llegó a ser muy común entre los eslavos, especialmente como una forma de nombre personal, masculino o femenino, el nombre actual del río no es eslavo, pero en rumano, es llamado Savus.

## Política
El Sava representa la frontera noroeste de la península balcánica. Debido al cambio del clima político, la frontera se alarga o reduce. En época yugoslava se consideraba al Sava entero como la frontera, que situó parte de la región de Trieste, Italia como una parte de la península balcánica. Tras la división de Yugoslavia, en Eslovenia y Croacia esto cambió como una política de desmembramiento de cualquier sentimiento yugoslavo o balcánico, la frontera fue determinada en la línea del Sava-Kupa, y de ahí al Adriático.